# Православље у Северној Македонији
Православље у Северној Македонији је религијско-геополитички појам којим се означава историјско и савремено присуство хришћанског православља на просторима који улазе у оквире државних граница данашње Северне Македоние. Православље је доминантна вероисповест у Северној Македонији, којој припада знатна већина становништва (68%). Највећи део православног становништва припада Македонској православној цркви, док мањи део припада Православној охридској архиепископији, која има аутономни статус унутар Српске православне цркве.

## Рано хришћанство
У време појаве раног хришћанства на ширем простору југоисточне Европе, територија данашње Северне Македоније била је подељена између две староримске провинције: Македоније и Мезије. Према Новом завету, хришћанство се у суседним областима данашње грчке Македоније појавило већ у време мисионарских путовања апостола Павла, а главни хришћански центар на том подручју био је Солун. Почевши од тог времена (1. век), хришћанство се постепено ширило и према унутрашњости античке Македоније и суседне Горње Мезије.
Као резултат постепене христијанизације, већ почетком 4. века хришћани са простора данашње Северне Македоније имали су добро уређену црквену организацију, са локалним епископима који су учествовали на помеснм и васељенским саборима. Вудије, епископ Стобијски (Велес) учествовао је на Првом васељенском сабору у Никеји (325). Евагрије Ираклијски (Битољ) је учествовао на Петом помесном сабору у Сардици (343). Квинтил Ираклијски је учествовао на сабору у Ефесу (449) и Четвртом васељенском сабору у Халкидону (451). Николај Стобијски је био потписник одлука Четвртог васељенског сабора, а Бенино Ираклијски је учествовао је у раду Петог васељенском сабора у Цариграду (553).
Током 4. и 5. века, подручје данашње Северне Македоније било је подељено између три позноримске провинције: Македоније (југоисточни део), Новог Епира (југозападни део) и Дарданије (северни део). Најзначајнији хришћански центар били су антички Скупи (данашње Скопље). Тај град је током позноантичког периода био метропола провинције Дарданије, те је сходно томе и епископ Скупија био митрполит над свим епископима у тој провинцији. Остали делови данашње северне македоније били су потчињени митрополитима у Солуну и античком Дирахијуму (данашњи Драч). Значајнији епископски центри били су: Хераклеја, Баргала и Стоби. У том периду на простору данашње Северне Македоније подигнуто је неколико ранохришћанских базилика.
За време владавине византијског цара Јустинијана I (527—565), извршено је велико преуређење црквених односа. Тада је основана нова Архиепископија Јустинијана Прима (535) чији се цетар налазио у истоименом граду (данашњи локалитет Царичин Град код Лебана у Србији). Новој архиепископији додељена је надлежност над неколико провинција, укључујући и делове данашње Северне Македоније. Према првобитној одлуци (535), поменутој архиепископији је поред читаве Дарданије припала и суседна Македонија Секунда, али та провинција је накнадно (545) враћена под надлежност солунског архиепископа. За то време, област око античког Лихнида (данашњи Охрид) припадала је провинцији Нови Епир, чији је митрополит столовао у античком Дирахијуму (данашњи Драч).

## Средњовековна и рана нововековна историја
Током 7. века на територији Македоније довршено је насељавање словенских племена и њиховог делимичног мешања са староседеоцима. Процес христијанизације Словена текао је постепено и довршен је тек у 9. веку, након чувене мисије Свете браће Ћирила и Методија, пореклом из Солуна. Они су саставили прву словенску азбуку и превели Свето писмо и друга дела која су била потребна како би се црквене службе и молитве одвијале на старословенском језику којим је народ говорио, насупрот латинском и грчком. Климент Охридски је основао је прво богословско училиште за Словене на овим просторима, а Наум Охридски је основао први словенски манастир на брежуљку покрај Охридског језера.
За време постојања Самуиловог царства (976-1018) целокупно подручје данашње Северне Македоније налазило се у саставу те државе. Упоредо са изградњом централне држвне власти, цар Самуило је приступио преуређењу црквених односа на ослобођеним подручјима. Након разних промена и премештања црквеног средишта, Самуило је крајем 10. века уредио ново црквено средиште у Преспи, чиме је створена нова Преспанска архиепископија, која је такође сматрана и патријаршијом. Током познијих година Самуилове владавине, када је порастао значај Охрида као главног центра политичке власти, у тај град је из Преспе пренето и седиште архиепископије, односно патријаршије, а такво уређење је задржано и за време владавине Самуилових наследника.
Након византијског освајања (1018) дошло је до реорганизације црквене управе и оснивања византијске Охридске архиепископије (1019), која је постојала све до 1767. године.
У периоду од почетка 11. до краја 13. века, овој архиепископији су припадале и све епархије на подручју Вардарске Македоније. Након стварања аутокефалне Српске архиепископије (1219) и ширења српске власти према северним подручјима Вардарске Македоније (1282), поједине епархије на том подручју су прикључене Српској православној цркви која је 1346. године проглашена за патријаршију на великом државном и црквеном сабору који је одржан управо у Скопљу. Подручје Вардарске Македоније је остало подељено и након обнове Српске патријаршије (1557), којој су припадале северне епархије, док су јужне остале у саставу Охридске архиепископије.
Такво уређење је остало све до 1766. и 1767. године, када је турски султан Мустафа III укинуо Српску патријаршију и Охридску архиепископију, а њихове епархије сјединио са Цариградском патријаршијом. Цариградско (фанариотско) непријатељство према древним црквеним средиштима у Пећи и Охриду било је изражено до те мере да у тим местима након укидања Српске патријаршије и Охридске архиепископије нису били постављени чак ни епископи, већ су обе архијерејске катедре укинуте и припојене са суседним епархијама.
Након 1766. и 1767. године, када су све епархије на подручју Вардарске Македоније потпале под јурисдикцију Цариградске патријаршије, за архијереје у тим епархијама су по правилу постављани Грци. Иако је међу њима било и заслужних архијереја, већина није познавала словенски језик и народне обичаје, а многи од њих су били заговорници хеленизације. Поред тога, честе су биле и злоупотребе у управљању епархијама, што је доводило до сукоба и спорова између народног свештенства и грчке јерархије. Сукоби су добили на жестини средином 19. века, након ос Бугарске егзархије у чијем стварању су учествовали локални прваци Браћа Миладинови, Григор Прличев и Кузман Шапкарев. Као неканонска творевина, која је озваничена султанским ферманом из 1870. године, Бугарска егзархија је од самог почетка била непризната од стране Цариградске патријаршије и осталих помесних цркава. Стога је у многим епархијама дошло до поделе православних хришћана на присталице расколничке егзаргије и присталице канонске патријаршије. Насупрот канонским епархијама Цариградске патријаршије, расколничка Бугарска егзархија је основала своје посебне епархије Битољску, Велешку, Дебарску, Охридску, Скопску, Струмичку, Неврокопску и испоставе у Костуру, Лерину, Водену, Солуну, Кукушу, Серу, Мелнику и Драми. Уз подршку Бугарске државе, егзархија је развила снажну антигрчку и антисрпску активност, не само у области црквених и просветних послова, већ и у другим областима друштвеног живота, неретко вршећи прогон канонских свештеника, од којих су многи изгубили и животе од руку егзархиста. Уз употребу свих средстава, Бугарска егзархија је постигла значајне успехе, тако да је 1912. године имала чак 1,373 егзархијских школа са 2,266 учитеља и 78,854 ученика у целом региону Македоније. Након Балканских ратова и коначне пропасти турске власти, све егзархијске епархије и остале установе су уклоњене са подручја Вардарске Македоније, пошто је привремебу управу над тим подручјем преузела Српска православна црква.

## Новија и савремена историја
Након ослобођења Вардарске Македоније од вековне турске власти (1912-1913) и прикључења тог подручја Краљевини Србији покренути су званични преговори са Цариградском патријаршијом ради укључивања тамошњх епархија у састав Београдске митрополије. Иако су успешно започети, преговори су ускоро морали бити обустављени услед избијања Првог светског рата (1914). Непосредно по окончању рата (1918) дошло је до наставка преговора који су окончани споразумом о преносу надлежности над тамошњим епархијама са Цариградске патријаршије на Српску православну цркву која је 1920. године обновила своје пуно канонско јединство у степену патријаршије. Тада је извршено и преуређење епархијских управа на подручју Вардарске Македоније, тако да су од 1920. године постојале четири епархије: Скопска, Охридска, Битољска и Злетовско-струмичка. Ново преуређење извршено је 1931. године, када је дошло до спајања Охридске и Битољске епархије у јединствену Охридско-битољску епархију. Такво стање остало је непромењено све до избијања Другог светског рата (1941).
У периоду окупације Вардарске Македоније од стране Бугарске (1941—1944), српски архијереји су били протерани, као и многи свештеници, а знатан број је пострадао од бугарског окупатора. Све црквене установе су вољом окупационих власти стављене под управу тада још увек канонски непризнате Бугарске православне цркве.
Након ослобођења и стварања посебне југословенске федералне јединице Македоније у јесен 1944. године, у делу православног свештенства на том подручју се појавио покрет за стварање "Македонске православне цркве". Међу поборницима таквих замисли постојале су две струје, од којих се прва залагала за добијање аутономног статуса унутар СПЦ, док се друга залагала за потпуну аутокефалност. Сва ова питања имала су и своју политичку позадину. Током наредних година дошло је до постепеног заоштравања у решавању ових питања, услед чега је запретила опасност од отвореног раскола.
Након проглашења независности Републике Македоније у пролеће 1992. године, Свети архијерејски сабор Српске православне цркве је на ванредном заседању донео одлуку да се због измењених околности за све епархије у Македонији постави посебан администратор. На наредном заседању Светог архијерејског сабора СПЦ у пролеће 1993. године за администратора је изабран Јован Младеновић, новоизабрани викарни епископ тетовски. Иако је владика Јован као администратор покушао да посети епархије СПЦ у Републици Македонији, рад на том подручју му је био онемогућен. Стога је привремено боравио у манастиру Прохор Пчињски и одатле је обављао своје администраторске дужности. Након његовог избора за епископа западноамеричког (1994), дужност администратора је поверена врањском епископу Пахомију Гачићу који је такође наилазио на велике потешкоће у раду на организацији правилног црквеног живота у Републици Македонији. Сви ови напори Српске православне цркве били су усмерени ка отклањању црквеног раскола и проналажењу решења за успостављање канонског поретка у Републици Македонији.